# William Hedgcock Webster
William Hedgcock Webster (6. března 1924 St. Louis, Missouri – 8. srpna 2025 Warrenton, Virginie) byl americký právník, dlouholetý ředitel FBI (1978–1987) a CIA (1987–1991).

## Život
Během druhé světové války velel u námořnictva Spojených států. Roku 1947 absolvoval Amherst College, v roce 1949 právnickou Universitu George Washingtona. Provozoval právní praxi v rodném městě. V roce 1960 byl jmenován státním zástupcem pro východní okres státu Missouri. V roce 1973 jmenován Federálním odvolacím soudcem pro osmý obvod USA.
Přestože byl republikán, prezident Jimmy Carter jej jmenoval ředitelem FBI. Funkci vykonával složením přísahy od 23. února 1978 do 25. května 1987. Druhý den, tedy 26. května 1987, složil přísahu ředitele CIA. Tuto funkci vykonával až do září 1991. Jedná se o jedinou osobu, která vykonávala funkci ředitele FBI a CIA.
Poté provozoval právní praxi v hlavním městě USA Washingtonu, D.C. Od roku 2006 předsedal poradcům v Úřadu pro národní bezpečnost.